# Ленґ (Рациборський повіт)
Ленґ (пол. Łęg, нім. Leng) — село в Польщі, у гміні Нендза Рациборського повіту Сілезького воєводства.
Населення — 445 осіб (2011).
У 1975-1998 роках село належало до Катовицького воєводства.

## Демографія
Демографічна структура станом на 31 березня 2011 року:
|          | Загалом | Допрацездатний вік | Працездатний вік | Постпрацездатний вік |
| -------- | ------- | ------------------ | ---------------- | -------------------- |
| Чоловіки | 217     | 43                 | 154              | 20                   |
| Жінки    | 228     | 24                 | 154              | 50                   |
| Разом    | 445     | 67                 | 308              | 70                   |